# Human Enhancement
Denna artikel handlar om boken Human Enhancement (Nick Bostrom och Julian Savulescu), för tekniken se mänsklig förbättring. 
Human Enhancement är en facklitterär bok från 2009, skriven av den Oxfordbaserade filosofiprofessorn Nick Bostrom och den australiske filosofen och bioetikern Julian Savulescu. Bostrom och Savulescu talar om de etiska konsekvenserna av "mänsklig förbättring" (human enhancement) och i vilken mån det är värt att sträva mot.